# Bad Sister
Albums de Roxanne Shanté
The Bitch Is Back
(1992)
Bad Sister est le premier album studio de Roxanne Shanté, sorti le 31 octobre 1989.
L'album s'est classé 52e au Top R&B/Hip-Hop Albums.

## Liste des titres
| No  | Titre                              | Auteur                                         | Contient un (des) sample(s) de                                                                                   | Durée |
| --- | ---------------------------------- | ---------------------------------------------- | --- | ----- |
| 1.  | Bad Sister                         | Duval Clear, Marlon Williams                   | Think (About It) de Lyn Collins Uphill Peace of Mind de Kid Dynamite                                             | 5:00  |
| 2.  | Live on Stage                      | Nathaniel Wilson, M. Williams                  | Melting Pot de Booker T. and the M.G.'s Hot Pants (Bonus Beats) de Bobby Byrd                                    | 6:57  |
| 3.  | Independent Woman                  | D. Clear, M. Williams                          | Long Red de Mountain                                                                                             | 4:35  |
| 4.  | Knockin' Hiney                     | L. Gooden, Craig Curry, K. Coaxum, M. Williams | (Every Time I Turn Around) Back in Love Again de L.T.D. Theme From Shaft d'Isaac Hayes                           | 3:36  |
| 5.  | My Groove Gets Better              | K. Coaxum, M. Williams                         | Think (About It) de Lyn Collins                                                                                  | 3:30  |
| 6.  | Feelin' Kinda Horny                | J. Loving, P. Bourke                           | Between the Sheets des Isley Brothers Impeach the President des Honey Drippers                                   | 4:10  |
| 7.  | Have a Nice Day (Remix)            | Antonio Hardy, M. Williams                     | | 3:21  |
| 8.  | Let's Rock, Y'all                  | L. Gooden, M. Williams                         | Funky Cold Medina de Tone Loc Sucker D.J.'s (I Will Survive) de Dimples D                                        | 4:17  |
| 9.  | Fatal Attraction                   | D. Clear, M. Williams                          | Hip Hug-Her de Booker T. and the M.G.'s This Is Something for the Radio de Biz Markie                            | 4:28  |
| 10. | Wack Itt (Remix)                   | L. Gooden, M. Williams, A. Booth               | | 6:00  |
| 11. | Skeezer                            | A. Hardy, M. Williams                          | Ike's Mood I d'Isaac Hayes                                                                                       | 2:45  |
| 12. | What's on Your Mind                | R. Diggs Hamlian, M. Williams                  | | 3:20  |
| 13. | Go on, Girl (Remix)                | A. Hardy, M. Williams                          | Think (About It) de Lyn Collins Hot Wheels (The Chase) de Badder Than Evil Hot Pants (Bonus Beats) de Bobby Byrd | 5:01  |
| 14. | Gotta Get Paid (featuring Craig G) | L. Gooden, M. Williams                         | | 1:52  |